# Funzione degli errori

Grafico della funzione degli errori

La funzione degli errori (chiamata anche funzione degli errori di Gauss), in matematica, è una funzione speciale che si incontra in probabilità, in statistica e nelle equazioni differenziali alle derivate parziali. Si definisce come:
{\displaystyle \operatorname {erf} (x):={\frac {2}{\sqrt {\pi }}}\int _{0}^{x}e^{-t^{2}}\,\mathrm {d} t,}
valida per ogni numero reale {\displaystyle x;} si tratta dunque di una funzione intera.

Grafico della funzione degli errori complementare

Strettamente collegate alla funzione degli errori sono la funzione degli errori complementare:
{\displaystyle \mathrm {erfc} (x):=1-\mathrm {erf} (x)={\frac {2}{\sqrt {\pi }}}\int _{x}^{\infty }e^{-t^{2}}\,\mathrm {d} t,}
e la funzione degli errori complessa:
{\displaystyle w(x):=e^{-x^{2}}{\mathrm {erfc} }(-ix).}

## Tabella dei valori
La seguente tabella presenta alcuni valori assunti dalla funzione degli errori (erf) e dalla funzione degli errori complementare (erfc), al variare del parametro {\displaystyle x}:
| x    | erf(x)    | erfc(x)   |      | x         | erf(x)    | erfc(x) |
| 0,00 | 0,0000000 | 1,0000000 | 1,30 | 0,9340079 | 0,0659921 |         |
| 0,05 | 0,0563720 | 0,9436280 | 1,40 | 0,9522851 | 0,0477149 |         |
| 0,10 | 0,1124629 | 0,8875371 | 1,50 | 0,9661051 | 0,0338949 |         |
| 0,15 | 0,1679960 | 0,8320040 | 1,60 | 0,9763484 | 0,0236516 |         |
| 0,20 | 0,2227026 | 0,7772974 | 1,70 | 0,9837905 | 0,0162095 |         |
| 0,25 | 0,2763264 | 0,7236736 | 1,80 | 0,9890905 | 0,0109095 |         |
| 0,30 | 0,3286268 | 0,6713732 | 1,90 | 0,9927904 | 0,0072096 |         |
| 0,35 | 0,3793821 | 0,6206179 | 2,00 | 0,9953223 | 0,0046777 |         |
| 0,40 | 0,4283924 | 0,5716076 | 2,10 | 0,9970205 | 0,0029795 |         |
| 0,45 | 0,4754817 | 0,5245183 | 2,20 | 0,9981372 | 0,0018628 |         |
| 0,50 | 0,5204999 | 0,4795001 | 2,30 | 0,9988568 | 0,0011432 |         |
| 0,55 | 0,5633234 | 0,4366766 | 2,40 | 0,9993115 | 0,0006885 |         |
| 0,60 | 0,6038561 | 0,3961439 | 2,50 | 0,9995930 | 0,0004070 |         |
| 0,65 | 0,6420293 | 0,3579707 | 2,60 | 0,9997640 | 0,0002360 |         |
| 0,70 | 0,6778012 | 0,3221988 | 2,70 | 0,9998657 | 0,0001343 |         |
| 0,75 | 0,7111556 | 0,2888444 | 2,80 | 0,9999250 | 0,0000750 |         |
| 0,80 | 0,7421010 | 0,2578990 | 2,90 | 0,9999589 | 0,0000411 |         |
| 0,85 | 0,7706681 | 0,2293319 | 3,0  | 0,9999779 | 0,0000221 |         |
| 0,90 | 0,7969082 | 0,2030918 | 3,10 | 0,9999884 | 0,0000116 |         |
| 0,95 | 0,8208908 | 0,1791092 | 3,20 | 0,9999940 | 0,0000060 |         |
| 1,00 | 0,8427008 | 0,1572992 | 3,30 | 0,9999969 | 0,0000031 |         |
| 1,10 | 0,8802051 | 0,1197949 | 3,40 | 0,9999985 | 0,0000015 |         |
| 1,20 | 0,9103140 | 0,0896860 | 3,50 | 0,9999993 | 0,0000007 |         |
I valori sopra riportati possono essere ottenuti sviluppando la funzione degli errori in serie di Taylor e integrando, da cui si ottiene l'espressione:
{\displaystyle \mathrm {erf} (x)={\frac {2}{\sqrt {\pi }}}\sum _{n=0}^{\infty }{\frac {(-1)^{n}x^{2n+1}}{(2n+1)n!}}={\frac {2}{\sqrt {\pi }}}\left(x-{\frac {x^{3}}{3}}+{\frac {x^{5}}{10}}-{\frac {x^{7}}{42}}+{\frac {x^{9}}{216}}-\cdots \right).}
Il numero di termini da considerare dipende dalla precisione del valore che si vuole ottenere (nella tabella precedente ad esempio si è raggiunta una precisione fino alla sesta cifra decimale).

## Considerazioni generali
La funzione degli errori differisce solo per traslazione e omotetia dalla funzione di ripartizione della variabile casuale normale, cioè dalla funzione di distribuzione cumulativa normale standard, che denotiamo con {\displaystyle \Phi }:
{\displaystyle \Phi (x)={\frac {1}{2}}\left[1+{\mbox{erf}}\left({\frac {x}{\sqrt {2}}}\right)\right].}
In probabilità e statistica viene usata più frequentemente la distribuzione normale standard, mentre in altre branche dalla matematica viene usata più spesso la funzione degli errori.
Quando i risultati di una serie di misure sono descritti da una distribuzione normale con deviazione standard {\displaystyle \sigma ,} allora {\displaystyle \mathrm {erf} \left({a \over \sigma {\sqrt {2}}}\right)} esprime la probabilità che l'errore di una singola misura si trovi fra {\displaystyle -a} e {\displaystyle +a.}
Per continuazione analitica la funzione degli errori può essere definita anche come funzione di una variabile complessa.
Essa si incontra, ad esempio, nelle soluzioni dell'equazione del calore con le condizioni al contorno date dalla funzione scalino di Heaviside.
L'integrale che definisce la funzione degli errori non può essere espresso in forma chiusa mediante funzioni elementari, ma l'integrando può essere sviluppato in una serie di potenze che può essere integrata termine a termine. I valori dell'integrale al variare della x, sono stati ampiamente tabulati.

## Generalizzazione
Viene studiata anche una famiglia di funzioni che comprende la funzione degli errori:
{\displaystyle E_{n}(x)={\frac {n!}{\sqrt {\pi }}}\int _{0}^{x}e^{-t^{n}}\,\mathrm {d} t={\frac {n!}{\sqrt {\pi }}}\sum _{p=0}^{\infty }(-1)^{p}{\frac {x^{np+1}}{(np+1)p!}}.}
La funzione degli errori si riconosce nella {\displaystyle E_{2}(x).}
Grafico delle funzioni degli errori generalizzate {\displaystyle E_{n}(x).} Curva grigia: {\displaystyle E_{1}(x)=1-e^{-x},} curva rossa: {\displaystyle \mathrm {erf} (x)=E_{2}(x),} curva verde: {\displaystyle E_{3}(x),} curva blu: {\displaystyle E_{4}(x)} e curva gialla: {\displaystyle E_{5}(x).} (La curva gialla è molto vicina all'asse delle {\displaystyle y} e in pratica non è visibile.) Se si dividono per {\displaystyle n!,} tutte le {\displaystyle E_{n}} per {\displaystyle n} dispari appaiono molto simili (ma non identiche). Anche le {\displaystyle E_{n}} relative a {\displaystyle n} pari appaiono simili (ma non identiche) dopo essere state divise per {\displaystyle n!.} Le {\displaystyle E_{n}} relative a {\displaystyle n} dispari e pari appaiono simili solo sulla parte del grafico relativa a {\displaystyle x} positivi.

## Sviluppo asintotico
Per grandi valori di {\displaystyle x,} un utile sviluppo asintotico della funzione degli errori complementare, utilizzabile quindi anche per la funzioni degli errori, è:
{\displaystyle \mathrm {erfc} (x)={\frac {e^{-x^{2}}}{x{\sqrt {\pi }}}}\left[1+\sum _{n=1}^{\infty }(-1)^{n}{\frac {1\cdot 3\cdot 5\cdots (2n-1)}{(2x^{2})^{n}}}\right]={\frac {e^{-x^{2}}}{x{\sqrt {\pi }}}}\left[1+\sum _{n=1}^{\infty }(-1)^{n}{\frac {(2n)!}{n!(2x)^{2n}}}\right].}
Questa serie diverge per ogni {\displaystyle x} finito. Tuttavia in pratica solo pochi primi termini di questo sviluppo consentono di ottenere una buona approssimazione della {\displaystyle \mathrm {erfc} (x),} mentre la sua serie di Taylor data in precedenza converge molto lentamente.

## Funzioni collegate
La funzione degli errori è un caso particolare della funzione di Mittag-Leffler e si può esprimere come funzione ipergeometrica confluente. Essa possiede anche una semplice espressione in termini dell'integrale di Fresnel.